# 나가하시촌
나가하시촌(長橋村)은 아오모리현 기타쓰가루군에 설치되었던 촌이다. 현재의 고쇼가와라시에 해당한다.

## 연혁
- 1889년 4월 1일 - 정촌제 시행에 의해 키타쓰가루군 가미야마 촌, 노자토 촌, 아사이 촌, 후쿠야마 촌, 도요나리촌, 도자와촌, 마쓰노기촌을 합병해, 나가하시촌이 발족하였다.
- 1954년 10월 1일 - 고쇼가와라정, 사카에촌, 나카가와촌, 미요시촌, 마쓰시마촌, 이즈메촌과 합병해 시제 시행해 고쇼가와라시가 된다.